# Hermann Wagner (Schriftsteller)
Hermann Wagner (* 22. April 1880 in Jedlová (dt. Tannendorf), Österreich-Ungarn; † 7. Juli 1927 in Großschönau (Sachsen), Deutsches Reich) war ein deutscher Schriftsteller.

## Leben
Wagner gehörte der deutschen Minderheit im nördlichen Böhmen an. Er erhielt als Jugendlicher eine klösterliche Erziehung in Prag, anschließend besuchte er das Gymnasium in Litoměřice, das er vorzeitig wieder verließ. Danach war er als Kontorist und Schreiber in verschiedenen Geschäften und bei einem Rechtsanwalt tätig, schließlich wurde er Kohlenhändler.
Noch vor Ausbruch des Ersten Weltkriegs gelang es ihm allerdings, sich als vielgelesener  Unterhaltungsschriftsteller zu etablieren. Ab etwa 1910 lebte er als freier Schriftsteller in Großschönau (Sachsen). Bis zu seinem Tod veröffentlichte er ungefähr 30 Romane und Novellen sowie zahlreiche Skizzen, Glossen, Humoresken, Satiren und kleinere Erzählungen in verschiedenen deutschen Zeitungen. Er hinterließ eine Witwe und einen 12-jährigen Sohn. Wagner starb mittellos, da sein Vermögen, wie seine Nekrologe mitteilten, von einer langwierigen tödlichen Krankheit aufgezehrt wurde.

## Werke (Auswahl)
- Die Rächer. P. J. Oestergaard, Berlin-Schöneberg 1927.
- Der Abgrund. E. Fleischel & Co., Berlin 1921.
- Spanihel, der große Lump. List, Leipzig 1921.
- Tobias Heftnagel. Fleischel, Berlin, 1920.
- Schießl. Der Roman eines Gauners. Fleischel, Berlin 1919.
- Glücklicher Erbe. (2. Aufl.). Fleischel, Berlin 1918.
- Bekenntnisse. Fleischel, Berlin 1915.
- Aus der Tiefe: Novellen. Fleischel, Berlin 1913.
- Das dunkle Tor. Langen, München 1912.
- Entdeckungsreisen in Stadt und Land. (6. Aufl.). Springer, Berlin 1903.